# Будулан
Будула́н (рос. Будулан) — село у складі Агінського району Забайкальського краю, Росія. Адміністративний центр Будуланського сільського поселення.

## Населення
Населення — 890 осіб (2010; 890 у 2002).
Національний склад (станом на 2002 рік):
- буряти — 70 %